# Autostrada A46 (Franța)
În Franța, autostrada A46 leagă Anse de Chasse-sur-Rhône și ocolește Lyonul pe partea de est. Este gratuită între nodul 3 de la Échets și A7. A fost dată în exploatare definitiv în 1992. Această autostradă constituie a doua variantă de ocolire estică a Lyonului, alături de Bulevardul periferic și A432.
A46 este administrată de Autoroutes Paris-Rhin-Rhône de la Anse până la intersecția cu autostrada A42 și de Autoroutes du Sud de la France (ASF) pentru partea sudică.

## Caracteristici
- 2 × 2 benzi, dar construite conform standardului pentru 2 × 3 benzi
- 2 × 3 benzi pe pantă la Rillieux-la-Pape și între Mionnay și Quincieux (din iulie 2015)
- Lungime de 47 kilometri
- Două radare sunt instalate pe panta de la Rillieux-la-Pape pe sensul nord-sud (viteza maximă permisă la trecerea prin acest radar: 90 km/h) și înainte de nodul A46/A47/A7 (110 km/h).

## Istoric
Autostrada A46 și RN 346 au fost date în exploatare în 1992. Această deschidere a permis eliminarea blocajului de trafic care domina tunelul Fourvière, ce lega autostrăzile A6 și A7 prin Perrache.
Începând din 2002, s-a încercat treptat interzicerea circulației vehiculelor grele de peste 7,5 tone în aglomerația Lyonului și obligarea acestora să utilizeze această autostradă de centură. Acest proiect este contestat, deoarece generează timpi de parcurs mai mari și creșteri ale distanțelor parcurse.
A treia bandă între Genay și zona de servicii Mionnay, pe ambele sensuri, a fost pusă în exploatare în 2007.
Pe 4 iulie 2015, A466, un tronson de autostradă de 4 kilometri între autostrăzile A46 la Quincieux și A6 la Les Chères, inclus în contractul de planificare 2009-2013, a fost deschis. Acesta permite trecerea din sudul A6 către A46 sau invers și, din martie 2017, accesul la A89 către Roanne și Clermont-Ferrand. În aceeași dată, tronsonul de 6 kilometri între bifurcația A466 și nodul Neuville-Trévoux a fost extins de la 2 × 2 benzi la 2 × 3 benzi, pentru un cost de 41 de milioane de euro finanțat de APRR.

## Traseu
| De la A6 până la ieșirea 3; secțiune cu taxă în sistem deschis concesionată către APRR.                                       | |                      |
| Intersecție | Nod rutier între A6 și A46: Mâcon, Dijon, Paris (nod rutier parțial).                                                        | A6                   |
| A6 E15 | |                      |
| A46 E15 | |                      |
| 1 - Quincieux | Orașe deservite: Quincieux, Trévoux (nod rutier parțial).                                                                    | RD51                 |
| 1.1 | (Intrare pe autostradă doar spre Paris).                                                                                     |                      |
| | Trecerea din departamentul Rhône în departamentul Métropole de Lyon.                                                         |                      |
| Intersecție | Nod rutier între A466 și A46: A89 (Roanne, Clermont-Ferrand, Bordeaux), Lyon-vest (nod rutier parțial).                      | A466 A89 E70         |
| A46 E15 E70 | |                      |
| | Trecerea din departamentul Métropole de Lyon în departamentul Ain.                                                           |                      |
| | Trecerea din departamentul Ain în departamentul Métropole de Lyon.                                                           |                      |
| 2 - Neuville-sur-Saône | Orașe deservite: Trévoux, Neuville-sur-Saône, Z.I. Lyon Nord.                                                                |                      |
| | Trecerea din departamentul Métropole de Lyon în departamentul Ain.                                                           |                      |
| | Zonă de servicii: Mionnay (în ambele sensuri).                                                                               |                      |
| 2.1 - Mionnay | Orașe deservite: Mionnay, Neuville-sur-Saône, Bourg-en-Bresse (nod rutier parțial).                                          |                      |
| | Trecerea din departamentul Ain în departamentul Métropole de Lyon.                                                           |                      |
| | Trecerea din departamentul Métropole de Lyon în departamentul Ain.                                                           |                      |
| Intersecție | Nod rutier între A432 și A46: Aeroportul Lyon–Saint Exupéry, Chambéry, Grenoble (nod rutier parțial).                        | A432 E70             |
| A46 E15 | |                      |
| De la ieșirea 3 până la A42; secțiune gratuită concesionată către APRR.                                                       | |                      |
| 3 - Les Échets | Orașe deservite: Bourg-en-Bresse, Villefranche-sur-Saône, Villars-les-Dombes (nod rutier parțial).                           | RD483 RD1083         |
| | Trecerea din departamentul Ain în departamentul Métropole de Lyon.                                                           |                      |
| 3.1 | (Intrare pe autostradă doar spre Marsilia).                                                                                  |                      |
| 4 - Caluire-et-Cuire | Orașe deservite: Caluire-et-Cuire, Rillieux-la-Pape.                                                                         |                      |
| | Limitare la 90 km/h (sens Paris-Marsilia).                                                                                   |                      |
| | Trecerea din departamentul Métropole de Lyon în departamentul Ain.                                                           |                      |
| Intersecție | Nod rutier între A42 și A46: A39 (Strasbourg), A40 (Geneva), Bourg-en-Bresse.                                                | A42 A39 A40 E611     |
| A42 A46 E15 E611 | |                      |
| | Trecerea din departamentul Ain în departamentul Métropole de Lyon.                                                           |                      |
| Intersecție | Nod rutier între A42 și A46: Lyon.                                                                                           | A42 E611             |
| A42 A46 E15 E611 | |                      |
| De la A42 până la A43; secțiune gratuită neconcesionată, administrată de DIR Centre-Est, având statut de drum expres (RN346). | |                      |
| RN346 E15 | |                      |
| 5 - Vaulx-en-Velin | Orașe deservite: Vaulx-en-Velin, Décines-Charpieu, Parc de Miribel-Jonage.                                                   |                      |
| | Limitare la 90 km/h (sens Marsilia-Paris).                                                                                   |                      |
| 6 - Meyzieu | Orașe deservite: Meyzieu, Décines-Charpieu, lacul Le Grand Large.                                                            |                      |
| 7 - Grand Stade | Zonă deservită: stadionul Parc Olympique Lyonnais.                                                                           |                      |
| 7.1 - Pusignan | Orașe deservite: Pont-de-Chéruy, Pusignan, Z.I. Meyzieu.                                                                     | RD302                |
| | Trecerea din departamentul Métropole de Lyon în departamentul Rhône.                                                         |                      |
| 8 - Genas | Orașe deservite: Genas, Chassieu, Centrul comercial Les Sept Chemins, Centrul expozițional EUREXPO Lyon.                     |                      |
| 9 - Z.I. Mi-Plaine | Orașe deservite: Z.I. Mi-Plaine Chassieu-Genas, Centrul expozițional EUREXPO Lyon.                                           |                      |
| | Trecerea din departamentul Rhône în departamentul Métropole de Lyon.                                                         |                      |
| 10 - Saint-Bonnet-de-Mure | Orașe deservite: Grenoble, Chambéry, Saint-Bonnet-de-Mure, Z.I. Mi-Plaine Saint-Priest.                                      | RD306                |
| Intersecție | Nod rutier între A43, A46 și RN346: Lyon; A42 (Strasbourg, Geneva), A48 (Grenoble), Chambéry, Aeroportul Lyon–Saint Exupéry. | A43 A46 A42 A48 E711 |
| RN346 E15 | |                      |
| De la A43 până la A7/A47; secțiune gratuită concesionată către ASF.                                                           | |                      |
| A46 E15 | |                      |
| 11 - Saint-Priest-Bel Air | Oraș deservit: Saint-Priest (nod rutier parțial).                                                                            |                      |
| 12 - Saint-Priest-centre | Orașe deservite: Saint-Priest, Heyrieux, Mions.                                                                              |                      |
| 13 - Mions | Oraș deservit: Mions, Z.I. Lyon - Sud-Est / Pierres Blanches.                                                                |                      |
| 14 - Corbas | Orașe deservite: Vénissieux, Corbas, Z.I. Lyon - Sud-Est / Pierres Blanches.                                                 | RD301                |
| | Trecerea din departamentul Métropole de Lyon în departamentul Rhône.                                                         |                      |
| 15 - Saint-Symphorien-d'Ozon                                                                                                  | Orașe deservite: Saint-Symphorien-d'Ozon, Corbas, Marennes, Chaponnay.                                                       |                      |
| 16 - Communay | Orașe deservite: Ternay, Communay.                                                                                           | RN7                  |
| | Zonă de servicii: Communay (în ambele sensuri).                                                                              |                      |
| 17 - Z.I. des Platières | Zone deservite: Z.I. des Platières, Z.A. de Charvas (nod rutier parțial).                                                    |                      |
| | Limitare la 110 km/h (sens Paris-Marsilia).                                                                                  |                      |
| Intersecție | Nod rutier între A7, A47 și A46: Marsilia, Valence, Vienne; A72 (Clermont-Ferrand), Saint-Étienne, Givors, Chasse-sur-Rhône. | A7 A47 A72           |
| A46 E15 | |                      |